# Битва при Зеле
Би́тва при Зе́ле — сражение, произошедшее 2 августа 47 года до н. э. между Гаем Юлием Цезарем и царём Боспора и Понта Фарнаком II в ходе Понтийской войны 48—47 годов до н. э.
После провала мирных переговоров с Фарнаком Цезарь, спешивший закончить кампанию, перешёл в решительное наступление. Его силы значительно уступали войскам противника и состояли из четырёх легионов: VI «Железного» легиона (менее тысячи человек), XXII «Дейотарова» легиона и двух легионов, участвовавших до этого в проигранной римлянами битве при Никополе.
Сражение состоялось у понтийского города Зела, там, где Митридат VI Эвпатор в 67 году до н. э. разгромил войско Триария, бывшего легатом Лукулла. Вокруг города находилось несколько линий высоких холмов, разделённых глубокими долинами. Фарнак занял самый высокий холм в трёх милях от города. Двадцать лет назад там находился лагерь его отца. Цезарь, вначале ставший лагерем в пяти милях от противника, затем решил занять соседний с царским холм, представлявший собой удобную позицию, пока его не догадался захватить противник. В 67 году до н. э. там уже располагался римский лагерь. Ночью Цезарь скрытно перебросил туда войска и начал возводить укрепления.
Фарнак, увидев приготовления Цезаря, утром 2 августа выстроил войска перед своим лагерем. Цезарь полагал, что это обычная демонстрация, имевшая целью отвлечь как можно больше солдат от фортификационных работ, поэтому ограничился тем, что выстроил перед своим лагерем одну боевую линию. Внезапно войско Фарнака начало спускаться в долину, а затем пошло вверх по холму на штурм лагеря Цезаря. Автор «Александрийской войны» пишет, что Цезарь считал наступление густыми порядками по крутому склону очень опрометчивым, и полагал, что ни один здравомыслящий военачальник на такое бы не решился. Он приводит несколько возможных объяснений такой рискованной тактики, среди которых, помимо удачных птицегаданий, — попытка использовать эффект неожиданности (большинство легионеров были заняты земляными работами), малочисленность римского войска, а также чрезмерная уверенность противника в своих силах. Послы Фарнака заявляли Цезарю, что их армия провела 22 сражения и все их выиграла.
Цезарь действительно был застигнут врасплох и спешно выстраивал войско, когда Фарнак пустил в бой запряжённые четвёрками серпоносные колесницы. Современные историки обоснованно сомневаются в возможности применения такого средства в горной местности, да ещё при штурме крутого холма. Тем не менее, псевдо-Цезарь пишет, что колесницы произвели сильное замешательство среди римлян, но вскоре были осыпаны метательными снарядами. Следом на штурм пошла пехота, но крутизна подъёма затрудняла её действия. На левом фланге римлян VI легион первым опрокинул противника вниз по склону, затем понтийские войска были сброшены в долину на других участках. В самой долине началась давка из-за большого скопления войск, на которое сверху обрушивались собственные воины и вражеские снаряды. Затем римляне спустились с холма и перебили множество вражеских солдат. Часть понтийцев сумела, бросив оружие, пересечь долину и подняться к своему лагерю. Римляне устремились за ними, сумели подняться по холму и захватить лагерь, преодолев сопротивление оставленных для его охраны войск.
Войско Фарнака было большей частью перебито или взято в плен, самому ему удалось с тысячей всадников бежать в Синоп.
По преданию, одержав эту удивительную по лёгкости победу, Цезарь сказал: «Легко было Помпею прослыть Великим, побеждая этих людей, которые не умеют воевать». Своему другу Гаю Матию Кальвене в Рим он направил знаменитое сообщение, описав сражение в трёх словах: «Пришёл, увидел, победил».